# スーパーバレエレッスン
『スーパーバレエレッスン』は、NHK教育で放送された日本のテレビ番組である。世界一流のアーチストが講師のバレエ上級者向けのレッスン番組である。

## パリ・オペラ座 永遠のエレガンス
- 放送期間：2006年12月5日 - 2007年3月20日
- 放送時間
  - 2006年12月 - 2007年3月：火曜日 19:25 - 19:50／日曜日 07:40 - 08:05
  - 2007年12月 - 2008年3月：土曜日 14:35 - 15:00
- 講師：マニュエル・ルグリ

| 放送リスト | 放送リスト     | 放送リスト                                                                               |
| 回         | 初回放送日     | レッスン内容                                                                             |
| ---------- | -------------- | ---------------------------------------------------------------------------------------- |
| 1          | 2006年12月5日  | 「ジゼル」第2幕 パ・ド・ドゥからアダージョ                                               |
| 2          | 2006年12月12日 | 「ジゼル」第2幕 パ・ド・ドゥからアダージョ                                               |
| 3          | 2006年12月19日 | 「眠りの森の美女」第3幕 グラン・パ・ド・ドゥ                                             |
| 4          | 2006年12月26日 | 「眠りの森の美女」第3幕 グラン・パ・ド・ドゥ                                             |
| 5          | 2007年1月9日   | 「眠りの森の美女」第3幕 グラン・パ・ド・ドゥ                                             |
| 6          | 2007年1月16日  | 「眠りの森の美女」第3幕 グラン・パ・ド・ドゥ                                             |
| 7          | 2007年1月23日  | 「ロメオとジュリエット」第1幕 バルコニー・シーン                                         |
| 8          | 2007年1月30日  | 「ロメオとジュリエット」第1幕 バルコニー・シーン                                         |
| 9          | 2007年2月6日   | 「ロメオとジュリエット」第1幕 バルコニー・シーン                                         |
| 10         | 2007年2月13日  | 「アレポ」 第1部 パ・ド・ドゥ                                                            |
| 11         | 2007年2月20日  | 「優しいうそ」パ・ド・ドゥ                                                               |
| 12         | 2007年2月27日  | 「優しいうそ」パ・ド・ドゥ                                                               |
| 13         | 2007年3月6日   | 「春と秋」パ・ド・ドゥ                                                                   |
| 14         | 2007年3月13日  | 「眠りの森の美女」青い鳥のヴァリアシオン，「ラ・シルフィード」ジェームズのヴァリアシオン |
| 15         | 2007年3月20日  | 「イン・ザ・ミドル・サムホワット・エレヴェイテッド」                                     |

## ロイヤル・バレエの精華 吉田都
- 放送期間：2009年8月28日 - 2009年11月27日
- 放送時間
  - 2009年8月 - 2007年11月：金曜日 12:00 - 12:25
  - 2010年9月 - 2010年12月：金曜日 22:25 - 22:50／金曜日 05:35 - 06:00
- 講師：吉田都[1]

| 放送リスト | 放送リスト     | 放送リスト                                             |
| 回         | 初回放送日     | レッスン内容                                           |
| ---------- | -------------- | ------------------------------------------------------ |
| 1          | 2009年8月28日  | 「ジゼル」第1幕からバリエーション                      |
| 2          | 2009年9月4日   | 「ラ・フィーユ・マル・ガルデ」第1幕からバリエーション  |
| 3          | 2009年9月11日  | 「ラ・フィーユ・マル・ガルデ」第2幕からマイム          |
| 4          | 2009年9月18日  | 「シンデレラ」第1幕からバリエーション                  |
| 5          | 2009年9月25日  | 「眠りの森の美女」第3幕からバリエーション              |
| 6          | 2009年10月2日  | 「ドン・キホーテ」第3幕からバリエーション              |
| 7          | 2009年10月9日  | 「コッペリア」第1幕からバリエーション                  |
| 8          | 2009年10月16日 | 「くるみ割り人形」第2幕 パ･ド･ドゥからアダージョ       |
| 9          | 2009年10月23日 | 「くるみ割り人形」第2幕 パ･ド･ドゥからアダージョ       |
| 10         | 2009年10月30日 | 「ロメオとジュリエット」第1幕 ジュリエットの部屋       |
| 11         | 2009年11月6日  | 「ロメオとジュリエット」第1幕 バルコニーのパ・ド・ドゥ |
| 12         | 2009年11月13日 | 「ロメオとジュリエット」第1幕 バルコニーのパ・ド・ドゥ |
| 13         | 2009年11月20日 | 「ロメオとジュリエット」第1幕 バルコニーのパ・ド・ドゥ |
| 14         | 2009年11月27日 | 総集編                                                 |

## 関連番組
- スーパーピアノレッスン
- スーパーオペラレッスン
- スーパーフラワーレッスン